# Valašsko (Rumunsko)
Valašsko (rumunsky Țara Românească, Цѣра Рȣмѫнѣскъ v rumunské cyrilici, nebo Valahia) je historická země na jihu Rumunska, rozkládající se mezi karpatským obloukem a řekou Dunaj. Do roku 1861 bylo Valašsko samostatným knížectvím, v průběhu existence se stávalo nezávislým nebo polo-nezávislým státem (bylo vazalem
Uherska a střídavě Osmanské říše, později bylo protektorátem Ruska). 24. ledna 1859 se sjednotilo s Moldavským knížectvím do Rumunska (velmocemi uznané až roku 1878). Hlavní město Valašska se mnohokrát změnilo. Zpočátku jím bylo Curtea de Argeș, později Târgoviște až nakonec Bukurešť. Název Valašska je odvozený od Valachů, jednoho z kmenů tvořících rumunský národ.

## Geografie

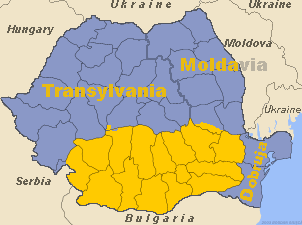
Valašsko na mapě současného Rumunska

Země Valašsko leží na sever od řeky Dunaj a na jih od Sedmihradska, resp. Karpat, a řeka Olt je rozděluje na dva regiony: východní Muntenii a západní Oltenii. Na severu sousedí s Moldávií a Sedmihradskem, na západě se Srbskem a Banátem, na jihu s Bulharskem, a na východě s Dobrudžou.

## Dějiny

### Území ve starověku
Mnoho latinských historických dokumentů potvrzuje přetrvávání lidového latinského jazyka na Balkáně až do konce 5. století. Kolonizace Balkánského poloostrova byla dokončená koncem 7. století. Slovanský vpád způsobil, že dáko-románské, a thrácko-románské kmeny hledaly útočiště v pohořích Rodopy, Pindos, Epirus. Jejich potomci byli později nazýváni Wallachi nebo Blachi.

### Původ Valachů
Termín Blachernae připomíná kronika z 10. století jako název předměstí v Konstantinopoli, bylo odvozené od skýtského vojevůdce Blachernose, který padl v Konstantinopoli. Mohl by být, podle Popa Lissenau, „zapletený do termínu Blach, Wallach (Blacernoi, potomek nebo syn Wallacha)”. Původ ale bude spíše obrácený – odvozuje se od gótského, starogermánského Valha – cizí. Proto mluvíme v celé Evropě o Velšanech, Vlaších i Valaších. 

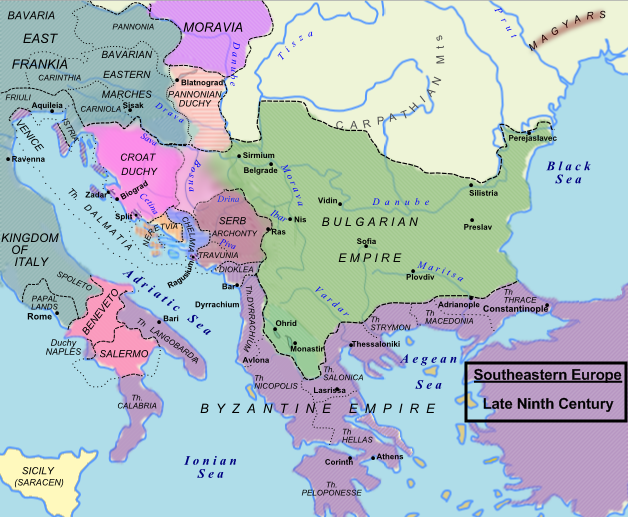
Balkán v polovině 9. století

V 8. století se připomínají „Rinchini a Blachorinchini“ jako útočníci na klášter Castamonitu. V roce 976 byzantský autor George Kedrenos hovoří o tom, že bratr bulharského krále Samuel byl zabit „Wallach wagoners uprostřed Castoria a Prespa v Makedonii”. V roce 980 Basileios II. Bulgaroktonos vyhlásil vládu nad Walachy v Thessálii. V roce 1014 byl král Samuel poražen mezi kopci Serres a Melnik. Připomíná se v roce 1300. 
Podle Cecaumenos: „Wallachs, Epirus, Thesalia atd... všichni přišli ze severu a pocházeli z Dáků a Bessi (Thráků), kteří byli poblíž řeky Sávy“ — Strategicon v roce 1066  
Tu též kronikář zaznamenává severojižní pohyb postulovaný maďarskými historiky, který nebere ohled na římské pokračování v Dacii. V roce 1019 v nařízeních císaře Basileia II. Bulgaroktona – odsun bulharských Wallachů („Blacoi“). 
V roce 1027 je zmínka v kronikách z Bari, že Bulhaři a „Valaši s vojsky přešli do Itálie: „Hoc anno descendit in Italiam cum exercitu mango i.e. Wussorum, Turcorum, Guandalarum, Vlachorum, Burgarorum, Maceronum aliorumque ut capere Siciliam“ — Annales Bareness  
V roce 1166 byzantský císař Manuel Komnenos píše, že Valaši v oblastech hraničících s Černým Mořem cíleně útočili na Maďary: „Tito Valaši, předpokládá se, byli potomky koloniálních Římanů.“
Kronika Kinnamos tvrdí: „...to není jasné zda Valaši skutečně přišli z Podunajské nížiny, nebo z Balkánské provincie Římskeho impéria.“
Mnozí se shodují, že přišli ze severu od Podunajské nížiny. V roce 1114 se už Anna Komnenovna zmiňuje o Valaších jako o „mužích brodů”, protože křižovali a brodili se přes Dunaj jako průvodci nájezdních Kumánů. Proto o nich píšou jako o „Brodnících”. Jeden z jejich náčelníků se jmenoval Budila. „Budila v roce 1095 přišel varovat císaře Alexia do jeho tábora v Anchialus“ uvádí Anna Komnenovna. Valaši měli sloužit jako průvodci Kumánům přes horské průsmyky. Později stejným způsobem pomáhali také Mongolům.
Runový zápis nalezený na ostrově Gotland z 11. století zaznamenává vraždu skandinávského cestovatele Rothfose, spáchanou „Blakumenmi“, když cestoval do Konstantinopole. Rothfos měl být zavražděn za bílého dne na hranicích mezi Haličí a Moldávií. Roku 1164 císař budoucí Andronikos Komnenos zadržel valašské pastýře na té samé haličské hranici. Ve stejném místě připomíná židovský rabín Benjamín z Tudely, který zemřel v roce 1173, že „žádný císař je nemůže přemoci“.

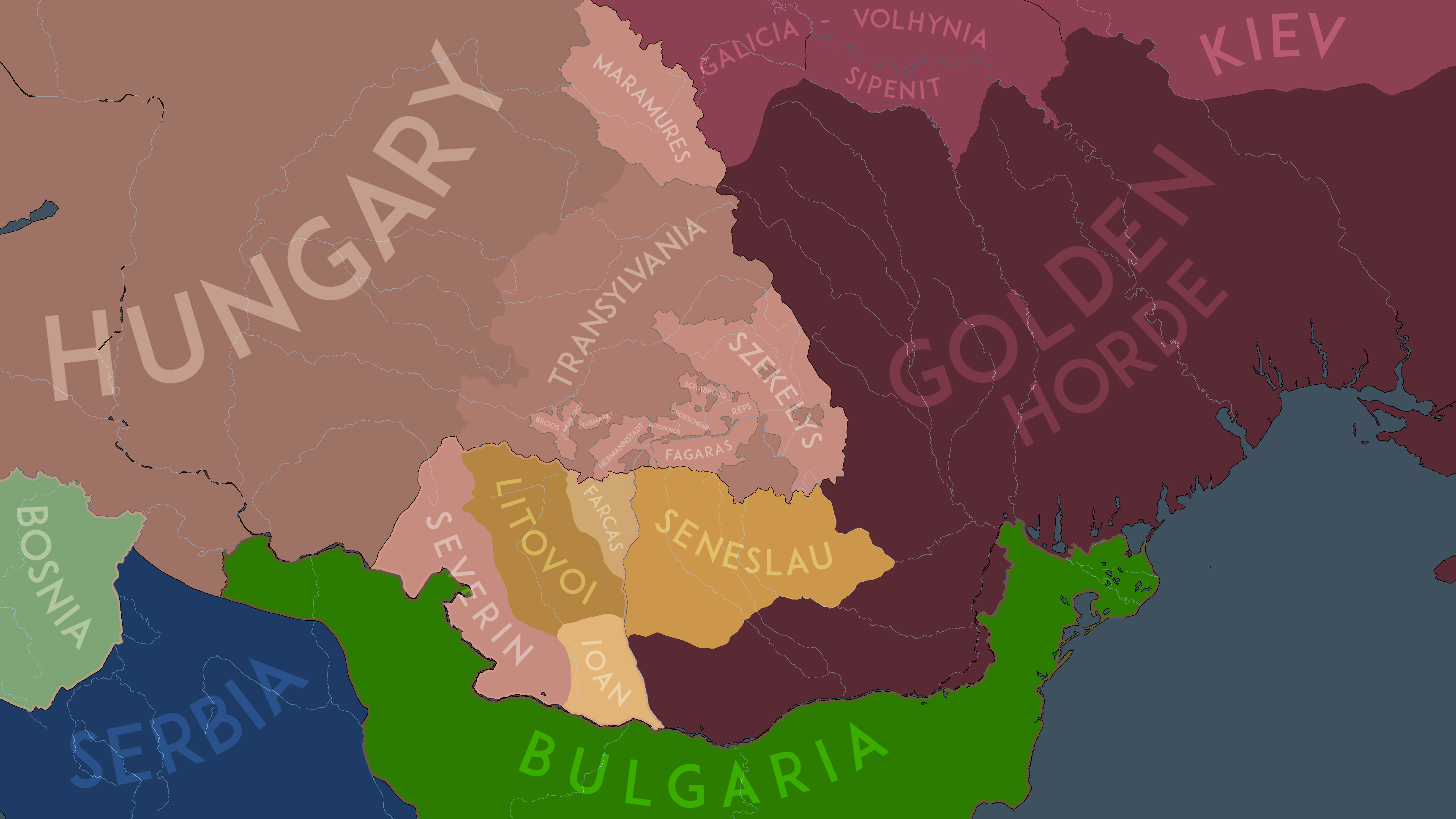
Balkán v polovině 13. století

Křižáci Fridricha Barbarossy v roce 1190 se v oblasti Niš v dnešním Srbsku střetli s odporem Valachů, kteří se v roce 1189 vzbouřili pod vedením jejich náčelníka Petra a Asena proti byzantské vládě.
V roce 1190 Assanids žádal o pomoc kmeny na sever od Podunajské nížiny, aby přemohli Byzantince. Byzantští spisovatelé se zmiňují o „Cumani a Wallachi”, jako „divokých bojovnících ze severu”. Píší o ptriarchátu jménem Valašsko–Hungaro–Vlachia a Moldavsko Ruso–Vlachia. Také je jmenovali: „Ongari Infideli”, tj. uherští nevěřící podle kroniky Štefana Magna, který sestavil úderné přepadové oddíly byzantské armády, když opakovaně dobyli Konstantinopol v průběhu noci z 24. na 25. července 1261, kde se nepíše o Kumánech, ale o “Dunajských Valaších.”
Choniates napsal mezi roky 1202 a 1214, že thessálský horský region se nazývá „Velké Valašsko“.

### Středověk – Valašské knížectví

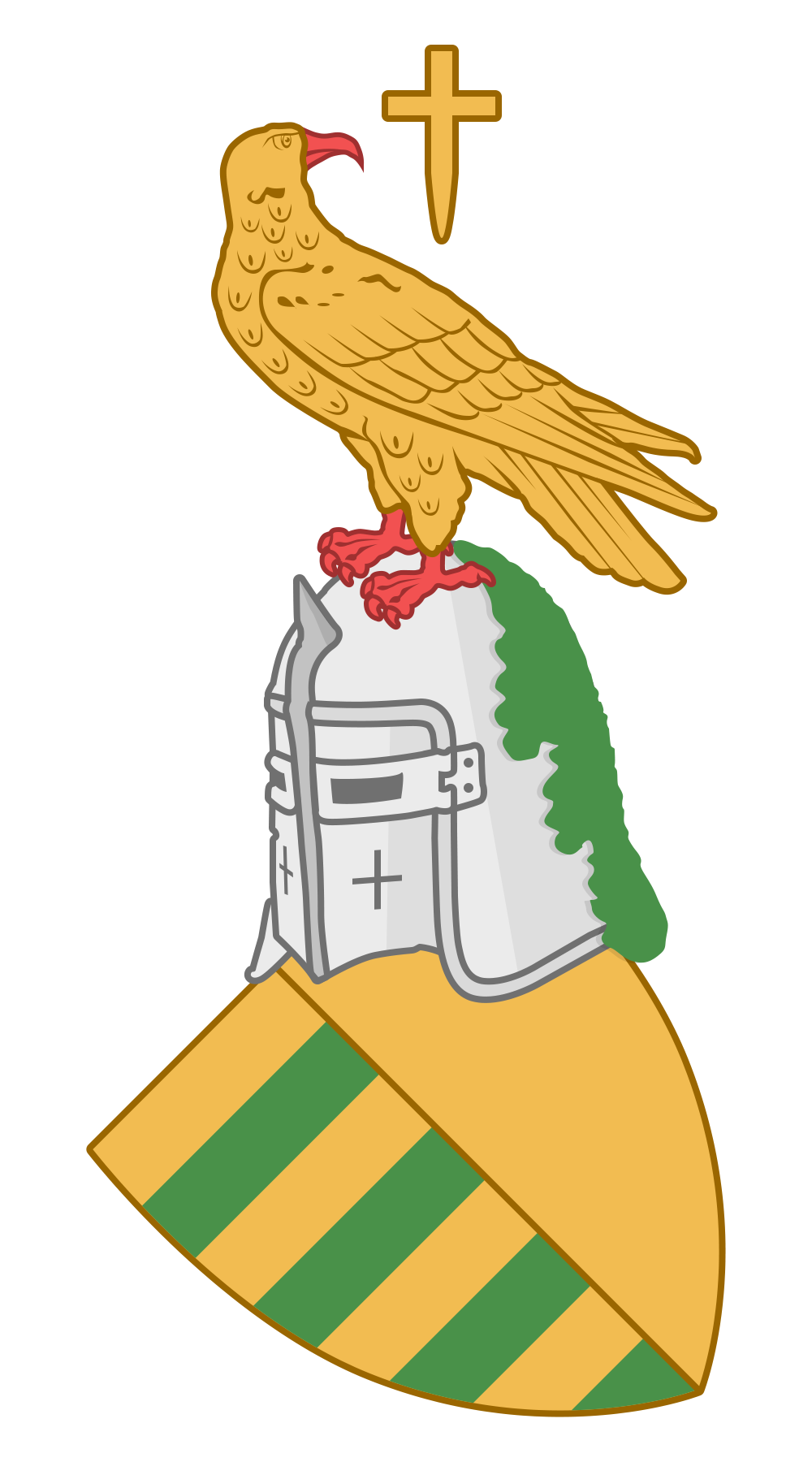
Znak Besarabů

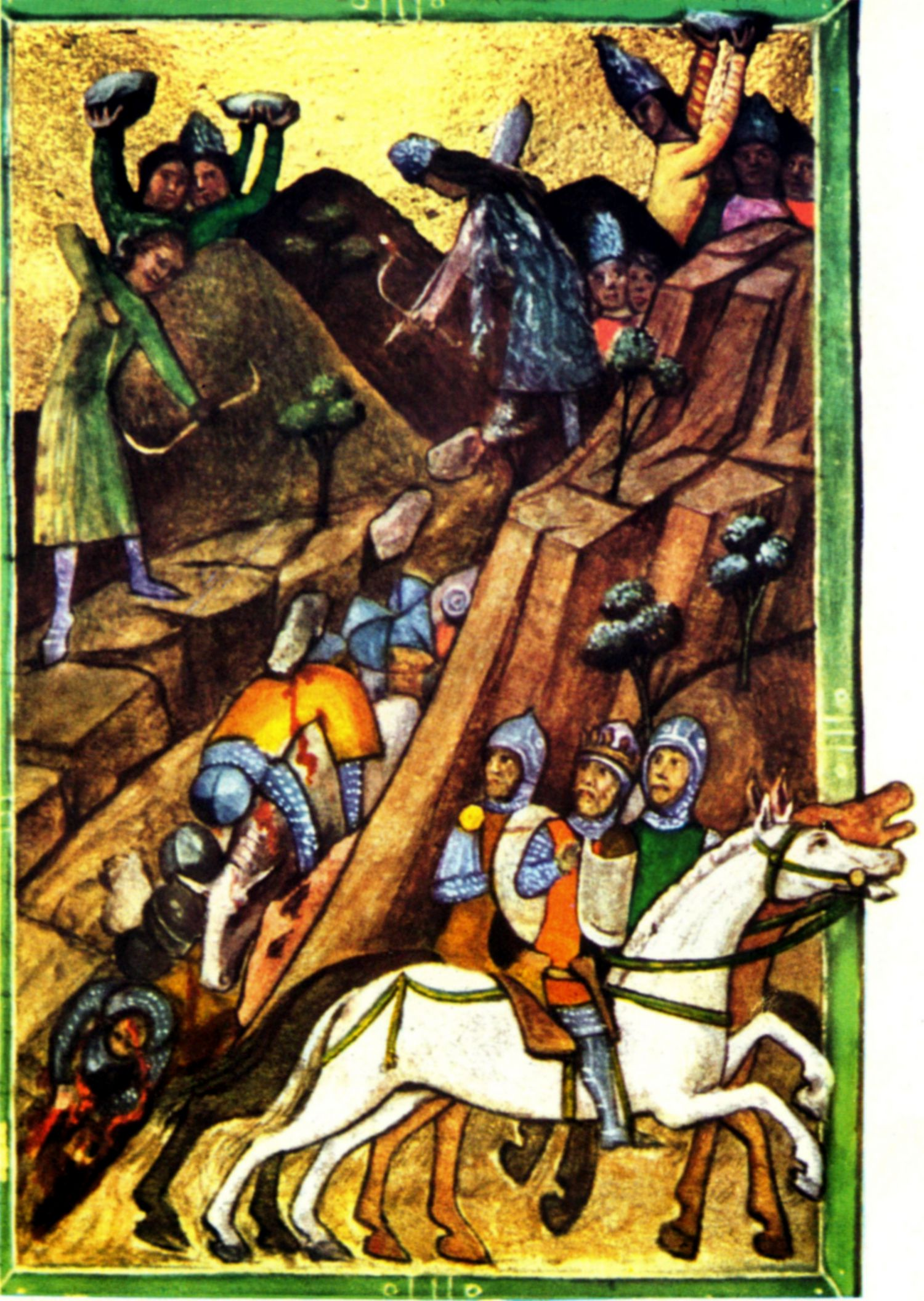
Bitva u Posady roku 1330, Chronicum Pictum

Valašské knížectví byl státní útvar založený v jižním Rumunsku počátkem 14. století. Valašský stát vznikl na základě spojení několika malých místních knížectví, především Oltenie v první polovině 14. století, díky vládci jednoho z nich, Basarába I. (kolem let 1310 až 1352), zakladatele dynastie Besarabů, která ovládala Valašsko do 17. století. Besarab se stal samostatným knížetem díky povstání proti uherskému králi Karlovi I. roku 1330 na bitevním poli u Posady, byť jen nakrátko. Valašsko získalo samostatnost zpět již v 70. letech 14. století a upevnil ji nejvýznačnější z Besarábů – Mircea I. zvaný Starý (rum. Mircea cel Bătrân).

### Dominance Osmanské říše a Uher

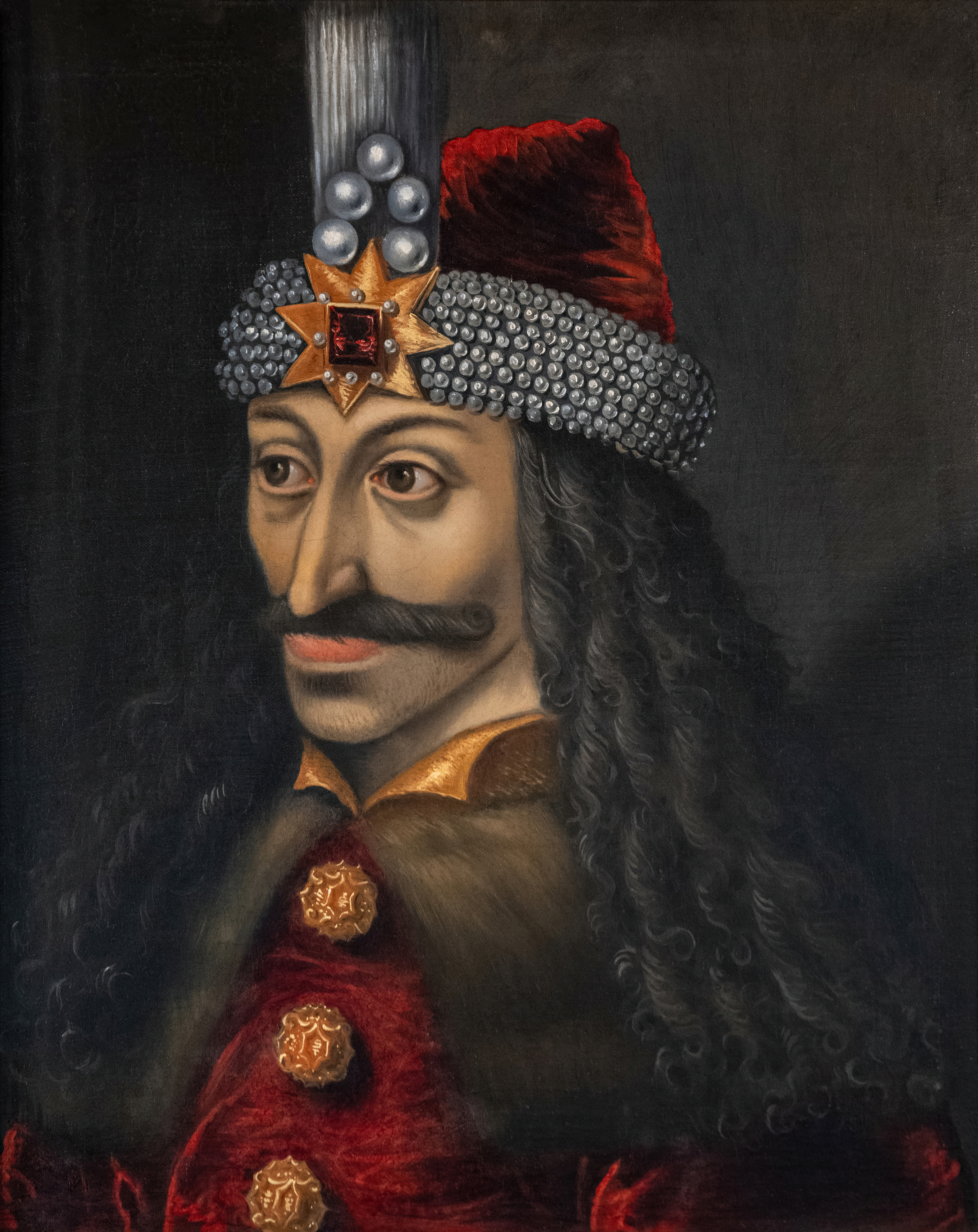
Valašský kníže Vlad Dracula řečený též Napichovač

V roce 1393 padl bulharský stát pod osmanskou nadvládu, a mladá, ale stále silnější, Osmanská říše se stala sousedem Valašska. Soupeření dvou rodových dynastických linií Besarabů a střety uherských a osmanských vlivů dále bránily politickému růstu země. Stav formální politické závislosti na Uhrách a současného placení tributu Turkům (od roku 1389) přerušovaly četné pokusy osamostatnění země, případně i narušení rovnováhy mezi dvěma mocnými sousedy. 
Roku 1396 došlo k epizodě uznání polské vrchnosti Vladem I. Uchvatitelem. Boj proti Turkům vedli také Vlad II. Dracul zvaný Ďábel a jeho syn Vlad III. Drákula, zvaný také Napichovač (inspiroval k postavě v mnoha románech a filmech). Navzdory tomu se Valašsko v roce 1415 stalo vazalem Osmanské říše.

### Turecká nadvláda

Heraldická vlajka (asi 1593–1611)

Knížectví v době 13.–16. století

Pád Uher roku 1526 způsobil konec možností lavírování mezi těmito silnými sousedy, a na několik staletí si Valašsko podmanila Osmanská říše. Mezi vévody, kteří se pokoušeli obrátit tuto situaci, se patří zmínit hospodara (knížete) Michala Chrabrého, panujícího v letech 1593–1601, který na krátko shromáždil pod svým žezlem také Sedmihradsko (1599–1600) i Moldávii (1600), takže je právem považovaný za prvého sjednotitele Rumunů a jejich státu.
Významnou změnu situace přinesla teprve porážka Osmanské říše Rakouskem, potvrzená mírem v Karlovicích (1699). Podmanění Sedmihradska Rakouskem způsobilo sousedství nového mocného souseda, protivícího se Turecku, který mohl vyrovnávat vliv turecký. Od začátku 18. století klíčil také zájem o tato území stále silnějšího Ruska. Brzy Rakušané – ač nakrátko (1718–1739) získali Oltenii. Dále r. 1770 bylo Valašsko obsazeno ruským vojskem a v důsledku smlouvy z Küčük Kajnardžu (1774) se sice navrátilo pod panování turecké, ale Rusko si ponechalo určitou kontrolu nad touto zemí.

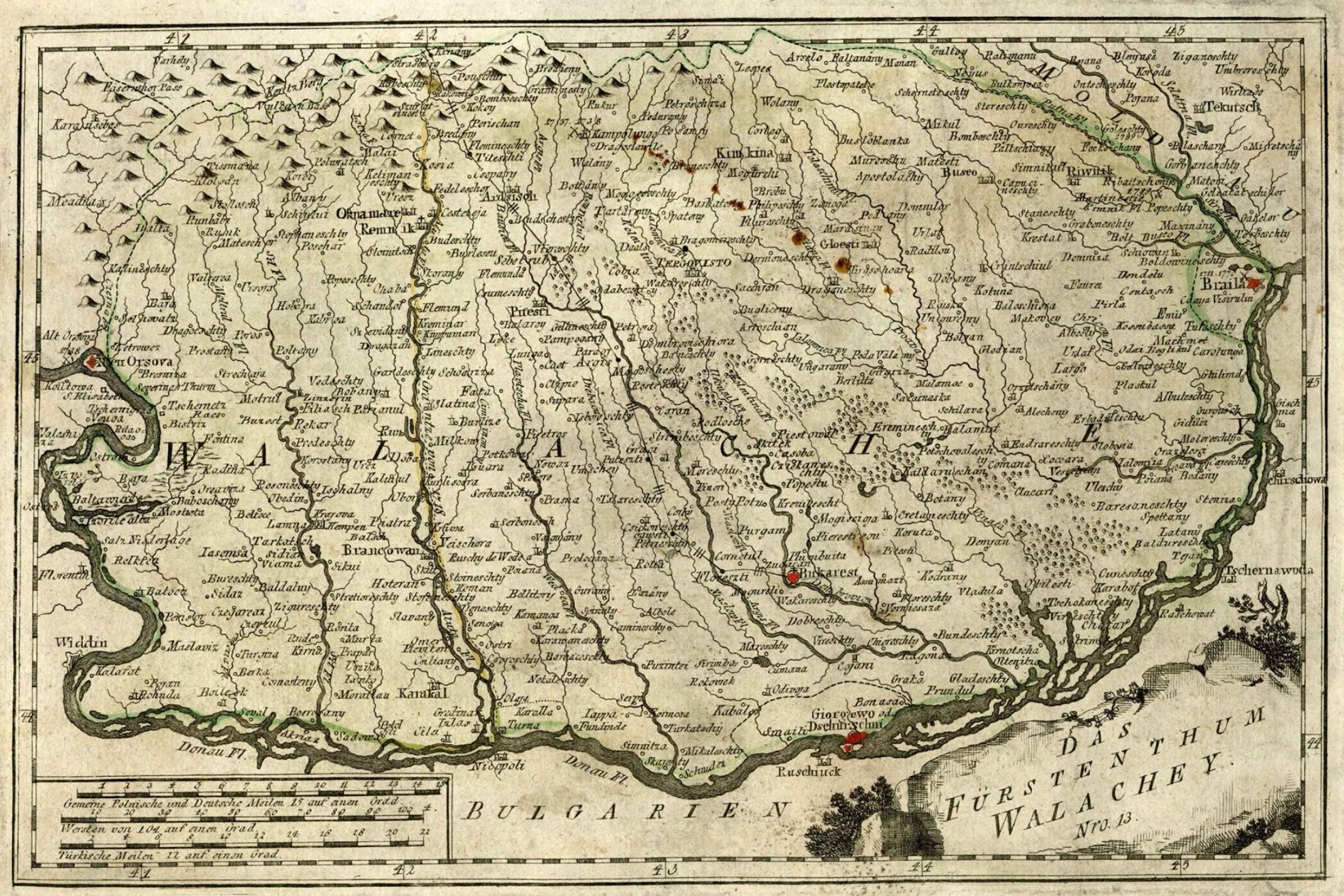
Mapa Valašska z 18. století

Vnitropoliticky bylo 18. století epochou hospodarů (knížat) fanariotských, kteří sem byli dosazovaní sultánem z Istanbulu, často vyměňováni (obvykle z toho důvodu, že převzetí trůnu se pojilo s vysokým poplatkem do sultánovy pokladnice), pro něž knížecí stolice byla pouhou příležitostí k rychlému obohacení. Hospodar si na poplatek vydělal za 6 až 12 měsíců vlády, proto mohl být odvolán už ve 2. roce působení v provincii. Dalším důvodem rotace hospodarů byla sultánova snaha zabránit tomu, aby tito správci si vytvořili vazby k ovládaným lidem a mohli se pokoušet o vzpouru proti vládě Vysoké porty. Jediný, kdo dokázal podniknout do jisté míry úspěšné kroky pro zlepšení katastrofální hospodářské situace země, byl Řek Konstantin Mavrocordat (1711–1769), který v letech 1735 až 1763 byl 4× správcem Valašska a v letech 1733 až 1769 byl 5× správcem Moldavska. Byl ovlivněn francouzským osvícenstvím, proto chtěl zlepšit situaci chudých rolníků. Omezil počet dní roboty za rok, který mohli šlechtici vymáhat na svých poddaných, a zjednodušil systém výběru daní. Hospodar Konstantin Mavrocordat zemřel  5. listopadu 1769 během páté rusko-turecké války. Byl zraněný zajat ruskými vojáky ve městě Galaţi v dnešním východním Rumunsku. Rusové ho převezli do města Jasy, kde zemřel na následky sepse ve své ráně.

### Rostoucí dominance Ruska

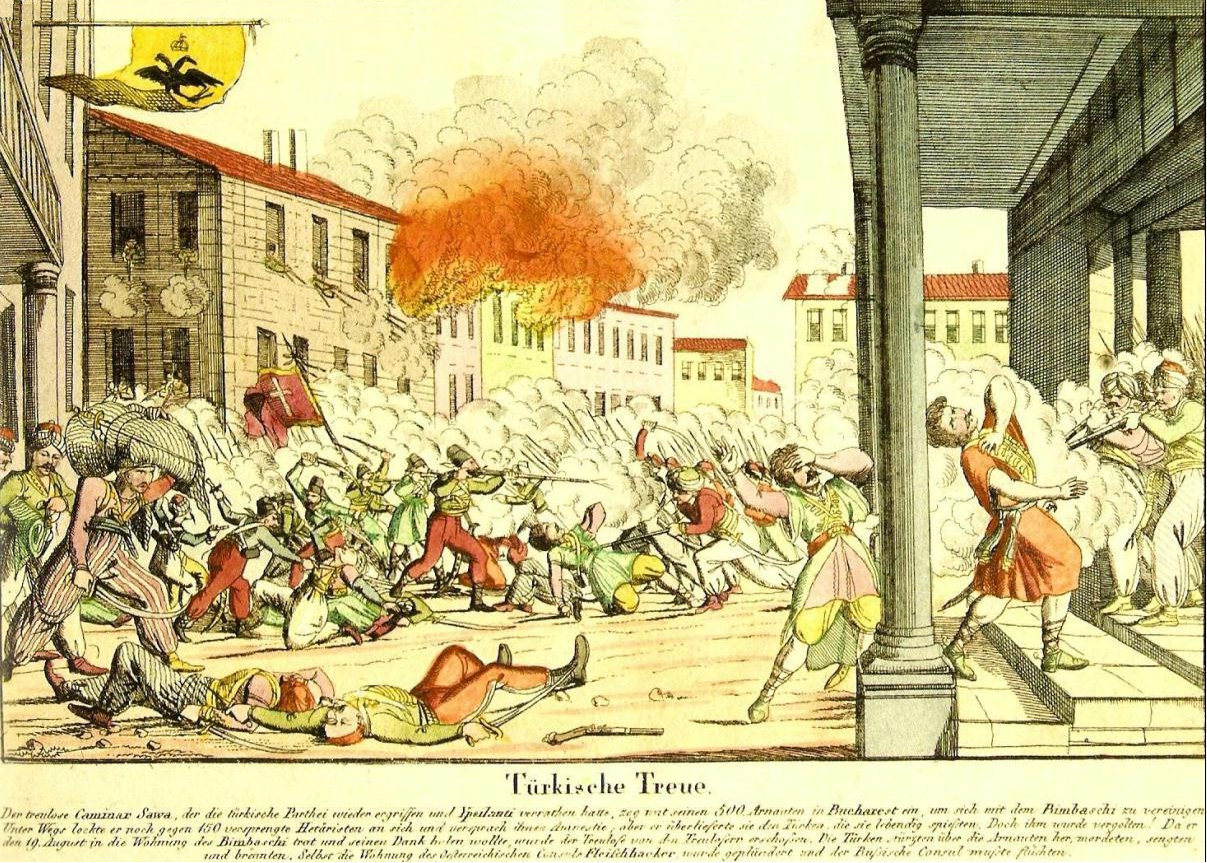
Boje v ulicích Bukurešti roku 1821

Do roku 1854 bylo Valašsko ještě několikrát okupováno Ruským impériem během rusko-tureckých válek, které se dotkly Valašska. Současně stále klesal význam Turecka. Rusové přímo ovládali zemi mj. v letech 1807 až 1812, znovu 1829–1833. V roce 1821 došlo také k neúspěšnému valašskému povstání proti Osmanské říši pod vedením Tudora Vladimirescu, pod sociálními hesly. Dílčím úspěchem byl konec epochy fanariotů. V tomto období byl vydán Valašsku organická regule, který zavedl pravidlo volby hospodara divanem, tj. stavovským sněmem. Když se roku 1833 Rusové stáhli z Valašska, vrátili formálně vrchnostenství Turkům, faktickou moc nad zemí si ale zachoval ruský konzul. Oslabení ruského vlivu nastalo v důsledku porážky v krymské válce (1853–1856). Vyvolalo to jedinečnou příležitost pro osvobození podunajských knížectví zpod tlaku mocných sousedů. Když v roce 1857 Turci zfalšovali volby do divanu, protestovaly západní mocnosti.

### Sjednocení s Moldavskem
Roku 1859 se sjednotilo s Moldavským knížectvím, čímž vznikla Spojená knížectví Valašska a Moldávie. Na Valašsku i v Moldavsku byl zvolen hospodarem Alexandr Ioan Cuza, který v prosinci 1861 vyhlásil vznik sjednoceného rumunského státu. Jeho hlavním městem se stalo sídelní město Valašska – Bukurešť. Od té doby osud Valaška splynul s osudem celého Rumunska.